# (500373) 2012 TM54
(500373) 2012 TM54 es un asteroide perteneciente al cinturón de asteroides, descubierto el 6 de octubre de 2012 por el equipo del Spacewatch desde el Observatorio Nacional de Kitt Peak, Arizona, Estados Unidos.

## Designación y nombre
Designado provisionalmente como 2012 TM54.

## Características orbitales
2012 TM54 está situado a una distancia media del Sol de 3,118 ua, pudiendo alejarse hasta 3,497 ua y acercarse hasta 2,740 ua. Su excentricidad es 0,121 y la inclinación orbital 10,15 grados. Emplea 2011,72 días en completar una órbita alrededor del Sol.

## Características físicas
La magnitud absoluta de 2012 TM54 es 16,1.